# Conocalyx
Conocalyx é um gênero botânico da família Acanthaceae, encontrado em Madagascar.

## Espécie
Conocalyx laxus

## Nome e referências
Conocalyx Benoist, 1967.